# Westbourne Fender Works
Westbourne Fender Works war ein britischer Hersteller von Automobilen.

## Unternehmensgeschichte
Tony Puttick, der zuvor bei Jago Automotive tätig war, gründete 1979 das Unternehmen in Westbourne in der Grafschaft West Sussex. Er begann mit der Produktion von Automobilen und Kits. Der Markenname lautete Westbourne. 1984 endete die Produktion. Insgesamt entstanden etwa 20 Exemplare.

## Fahrzeuge
Das einzige Modell war der Model Y. Dies war eine Nachbildung des Ford Modell Y aus den 1930er Jahren. Erhältlich waren Limousine, Kombi und Tourenwagen.